# Абденнур, Аймен
Аймен Абденнур (араб. أيمن عبد النور‎; род. 6 августа 1989, Сус) — тунисский футболист, защитник, выступал в национальной сборной Туниса.

## Клубная карьера

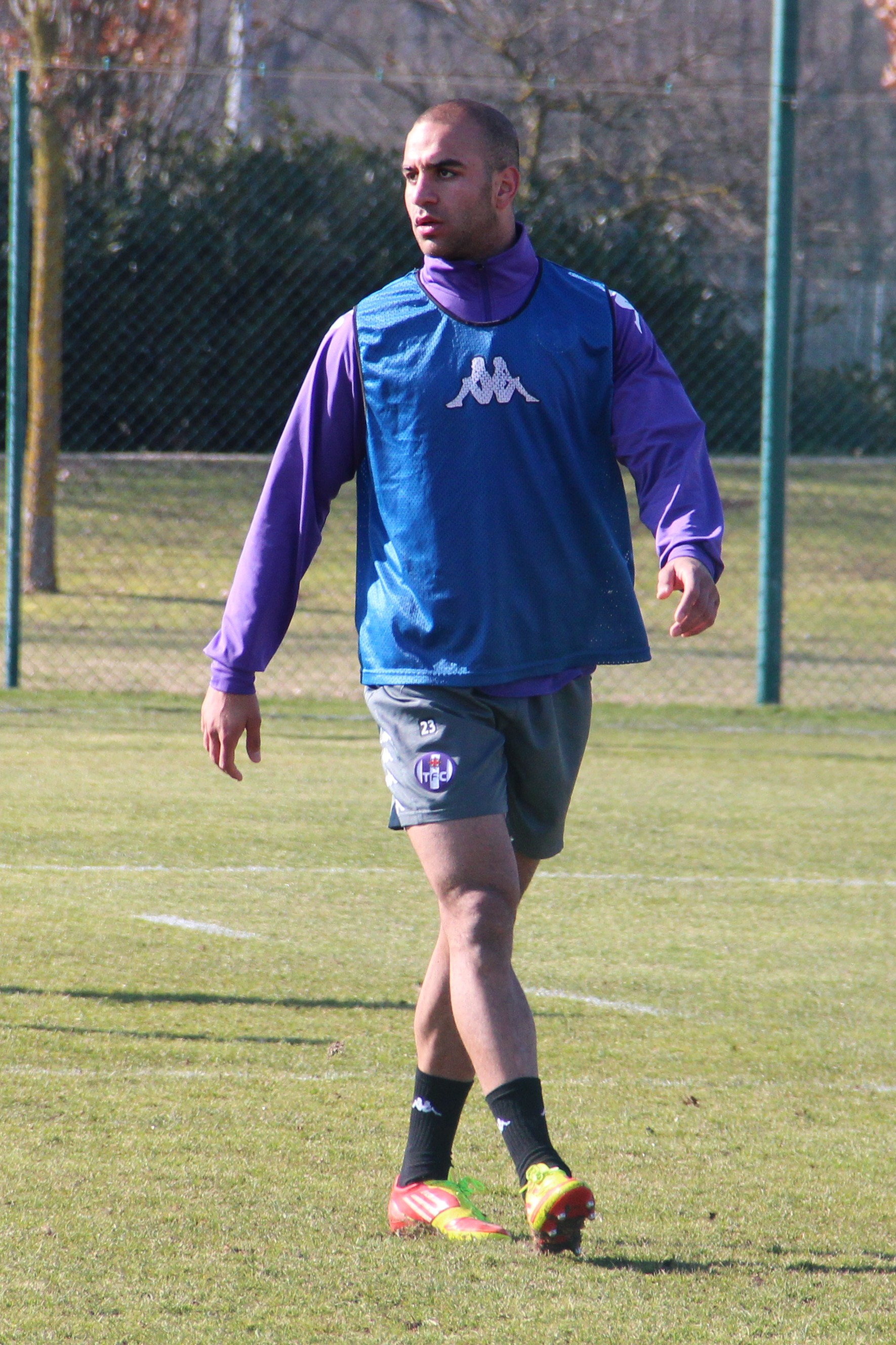
Абденнур на тренировке «Тулузы»

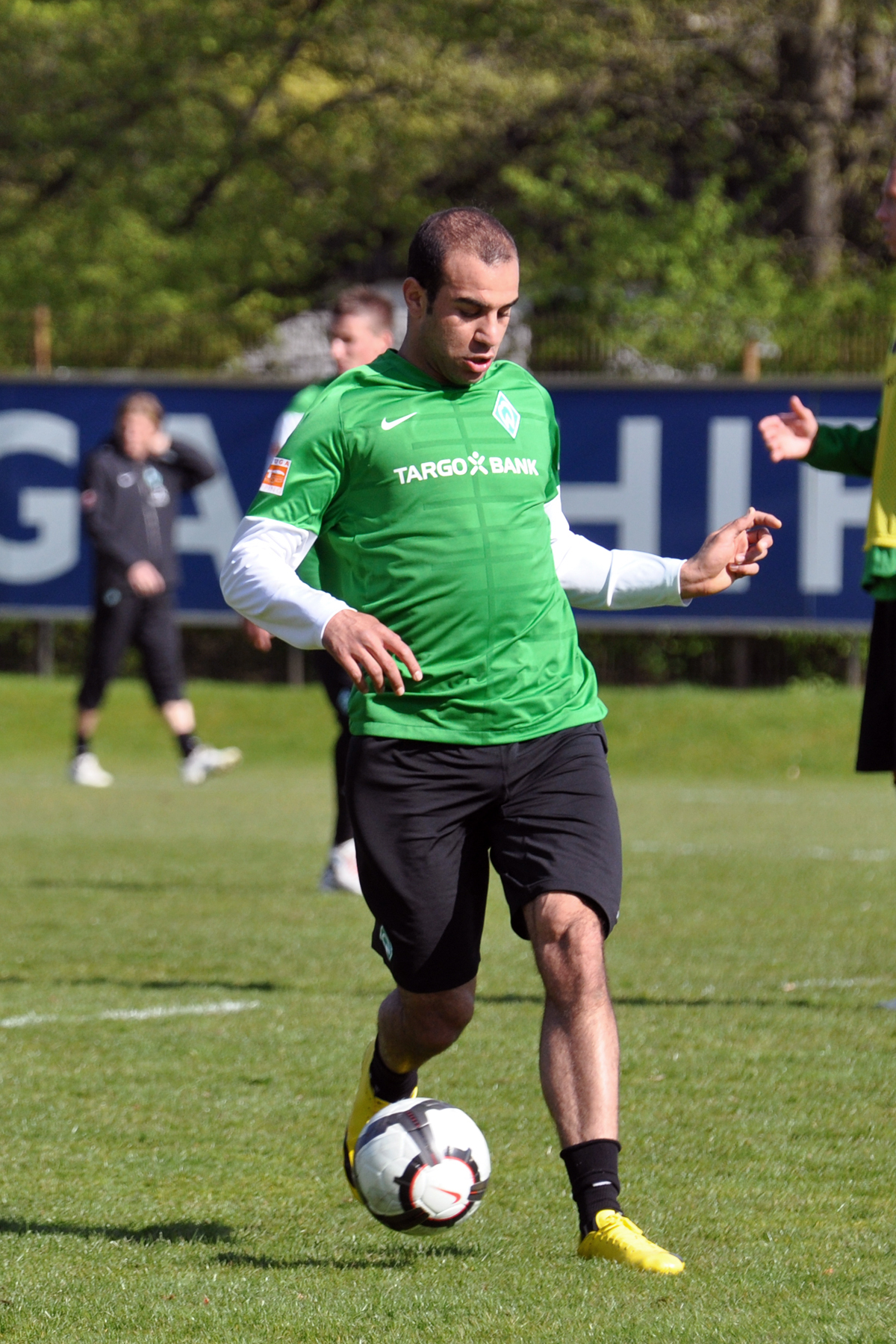
Абденнур в составе «Вердера»

Абденнур воспитанник клуба «Этуаль дю Сахель». В 2008 году он дебютировал за команду в чемпионате Туниса. 10 января в поединке против «Бизертена» Аймен забил свой первый гол за клуб. В своём первом сезоне он провёл 21 матч и забил 5 мячей, став любимцем болельщиков ещё и потому, что был самым молодым футболистом в команде. 14 января 2010 года Аймен перешёл на правах полугодовой аренды с возможностью последующего выкупа, в немецкий «Вердер». 16 января в матче против франкфуртского «Айнтрахта» он дебютировал в Бундеслиге. По окончании аренды немецкая команда не стала выкупать трансфер защитника.
Летом 2011 года Абденнур подписал контракт на четыре года с французским клубом «Тулуза». 6 августа в матче против «Аяччо» Аймен дебютировал в Лиге 1. 26 февраля 2012 года в поединке против «Сошо» он забил свой первый гол за клуб. В 2012 году Аймен продлил контракт с «Тулузой» до 2016 года на улучшенных условиях.
В начале 2014 Абденнур перешёл в «Монако» на правах аренды. 29 марта в матче против «Эвиана» он дебютировал за новый клуб. По окончании сезона «Монако» выкупил трансфер Аймена за 13 млн евро, заключив соглашение на четыре года. 9 декабря в поединке Лиги чемпионов против питерского «Зенита» Абденнур забил свой первый гол за команду.
Летом 2015 года Аймен перешёл в испанскую «Валенсию», в качестве замены Николасу Отаменди, ушедшему в английский «Манчестер Сити». Сумма трансфера составила 25 млн евро. Абденнур подписал контракт на пять лет. 12 сентября в матче против хихонского «Спортинга» он дебютировал в Ла Лиге. Летом 2017 года Аймен вернулся во Францию, на правах аренды присоединившись к марсельскому «Олимпику». 10 сентября в матче против «Ренна» он дебютировал за новую команду.

## Международная карьера
Благодаря своей надёжной игре в клубе в 2009 году Абденнур дебютировал в сборной Туниса, в возрасте 20 лет. 5 июня 2011 года в отборочном мачте Кубка Африки 2012 против сборной Чада он забил свой первый гол за национальную команду. В 2012 году Аймен попал в заявку на участие в Кубке Африки. На турнире он принял участие в поединках против Нигера, сборных Марокко, Габона и Ганы.
В 2013 году Абденнур во второй раз поехал на турнир. Он принял участие во встречах против Того, Кот-д’Ивуара и Алжира.
В 2015 году Аймен в третий раз принял участие в Кубке Африки в Экваториальной Гвинее. На турнире он сыграл в матчах против команд ДР Конго, Кабо-Верде, Замбии и хозяев соревнований Экваториальной Гвинеи.
В 2017 году Абденнур в четвёртый принял участие в Кубке Африки в Габоне. На турнире он сыграл в матчах против команд Буркина-Фасо, Сенегала, Алжира и Зимбабве.

### Голы за сборную Туниса
| № | Дата           | Место                                        | Противник | Счёт | Результат | Соревнование                      |
| - | -------------- | -------------------------------------------- | --------- | ---- | --------- | --------------------------------- |
| 1 | 5 июня 2011    | Олимпийский стадион, Сус Тунис               | Чад       | 2:0  | 5:0       | Отборочные матчи ЧМ-2018 КАН-2012 |
| 2 | 9 октября 2016 | Стадион «Мустафа Бен Джанет», Монастир Тунис | Гвинея    | 1:0  | 2:0       | Отборочные матчи ЧМ-2018          |